# Llista d'episodis d'Herois
Aquest article correspon a la llista d'episodis de la sèrie estatunidenca Herois. Aquesta sèrie de ciència-ficció, estrenada el 25 de setembre de 2006 al canal NBC, explica la relació entre diverses persones de tot el món que són especials perquè tenen un superpoder. La sèrie es va doblar al català i es van emetre pel canals Canal 9, TV3 i IB3.
S'han emès tres temporades als Estats Units que s'han dividit en quatre volums. La primera temporada correspon al primer volum ("Genesis"). La segona va ser ideada per contenir tres volums ("Generations", "Exodus" i "Villains") però només es va emetre el primer, ja que el segon va ser descartat per les crítiques i el tercer es va transferir a la tercera temporada degut a la vaga de guionistes del 2007-2008, de forma que aquesta va quedar formada només per 11 episodis. Com a conseqüència, la tercera temporada es va dividir en dos volums, "Villains" i "Fugitives". Recentment, el canal NBC va anunciar que tenia planejada l'emissió d'una quarta temporada anomenada "Redemption".

## Resum
| Temporada | Temporada | Títol                  | Episodis | Estrena                | Final                  | DVD                   | DVD                    | DVD                    |
| Temporada | Temporada | Títol                  | Episodis | Estrena                | Final                  | Regió 1               | Regió 2                | Regió 4                |
| --------- | --------- | ---------------------- | -------- | ---------------------- | ---------------------- | --------------------- | ---------------------- | ---------------------- |
|           | 1         | Volum u: Gènesi        | 23       | 25 de setembre de 2006 | 21 de maig de 2007     | 28 d'agost de 2007    | 10 de desembre de 2007 | 19 de setembre de 2007 |
|           | 2         | Volum dos: Generacions | 11       | 24 de setembre de 2007 | 3 de desembre de 2007  | 26 d'agost de 2008    | 28 d'agost de 2008     | 1 d'octubre de 2008    |
|           | 3         | Volum tres: Bandits    | 13       | 22 de setembre de 2008 | 15 de desembre de 2008 | 1 de setembre de 2009 | 12 d'octubre de 2009   | 2 de setembre de 2009  |
|           | 3         | Volum quatre: Fugitius | 12       | 2 de febrer de 2009    | 27 d'abril de 2009     | 1 de setembre de 2009 | 12 d'octubre de 2009   | 2 de setembre de 2009  |
|           | 4         | Volum cinc: Redempció  | 18       | 21 de setembre de 2009 | 8 de febrer de 2010    | 3 d'agost de 2010     | 4 d'octubre de 2010    | 29 de setembre de 2010 |

## Primera temporada
| Episodi | Codi                                | Títol                                                         | Director                            | Guió                                | Emissió original                    |                                     |
| Volume One: Genesis Volum U: Gènesi | Volume One: Genesis Volum U: Gènesi | Volume One: Genesis Volum U: Gènesi                           | Volume One: Genesis Volum U: Gènesi | Volume One: Genesis Volum U: Gènesi | Volume One: Genesis Volum U: Gènesi | Volume One: Genesis Volum U: Gènesi |
| --- | ----------------------------------- | ------------------------------------------------------------- | ----------------------------------- | ----------------------------------- | ----------------------------------- | ----------------------------------- |
| 1 | 1-01                                | Genesis Gènesi                                                | David Semel                         | Tim Kring                           | 25 de setembre de 2006              |                                     |
| Diverses persones de tot el món comencen a descobrir que tenen superpoders. Alguns d'aquest herois són la Claire Bennet, una jove animadora que pot recuperar-se immediatament de les lesions físiques que pateix; Isaac Méndez, un pintor addicte a l'heroïna que quan es droga pinta fets que passaran en un futur proper; Hiro Nakamura, un noi japonès que pot manipular el temps de forma que pot viatjar pel temps i teleportar-se; Peter Petrelli, un jove infermer que té visions que el fan pensar que pot volar; o la Niki Sanders, una dona que pateix un estrany trastorn de personalitat. Per altra banda, el científic Mohinder Suresh intenta continuar amb el treball del seu pare sobre aquest camp de la ciència, ja que recentment ha estat assassinat quan cercava a persones amb poders. |                                     |                                                               |                                     |                                     |                                     |                                     |
| |                                     |                                                               |                                     |                                     |                                     |                                     |
| 2 | 1-02                                | Don't Look Back No miris enrere                               | Allan Arkush                        | Tim Kring                           | 2 d'octubre de 2006                 |                                     |
| En Hiro viatja més d'un mes en el futur a la ciutat de Nova York, allà coneix a l'Isaac Méndez i es testimoni d'una explosió nuclear que destrueix la ciutat. Per altra banda, el polític Nathan Petrelli salva el seu germà Peter mitjançant el poder de volar, però el menteix perquè no s'assabenti que té aquest poder. El policia Matt Parkman descobreix que pot escoltar els pensaments de les persones que l'envolten i els aprofita per salvar a la Molly Walker, una nena que s'ha quedat orfe després que el misteriós assassí en sèrie anomenat Sylar hagi matat els seus pares. |                                     |                                                               |                                     |                                     |                                     |                                     |
| |                                     |                                                               |                                     |                                     |                                     |                                     |
| 3 | 1-03                                | One Giant Leap Un gran salt                                   | Greg Beeman                         | Jeph Loeb                           | 9 d'octubre de 2006                 |                                     |
| En Hiro torna al present per ajudar al seu amic Ando Masahashi i evitar que es produeixi l'explosió que destruirà Nova York. Per altra banda, en Mohinder continua treballant en el projecte del seu pare i descobreix que va conèixer en Sylar, la Claire pateix un accident quan estava a punt de ser violada per un company seu però aquest cop no es cura automàticament i sembla que està morta, i en Peter comença a sortir amb la Simone, ex-xicota de l'Isaac. |                                     |                                                               |                                     |                                     |                                     |                                     |
| |                                     |                                                               |                                     |                                     |                                     |                                     |
| 4 | 1-04                                | Collision Col·lisió                                           | Ernest Dickerson                    | Bryan Fuller                        | 16 d'octubre de 2006                |                                     |
| En Matt és segrestat per en Noah Bennet (pare de la Claire) amb l'ajut de l'intrigant haitià. Per altra banda, en Hiro i l'Ando van a jugar a Las Vegas aprofitant la seva habilitat per parar el temps. En el mateix casino també hi ha la Jessica, l'alter ego de la Niki, que manté relacions sexuals amb en Nathan per saldar comptes amb en Linderman. Més endavant, en Peter rep la visita en el metro d'en Hiro del futur i li demana que compleixi una missió molt important. |                                     |                                                               |                                     |                                     |                                     |                                     |
| |                                     |                                                               |                                     |                                     |                                     |                                     |
| 5 | 1-05                                | Hiros                                                         | Paul Shapiro                        | Michael Green                       | 23 d'octubre de 2006                |                                     |
| En Hiro del futur, que parla perfectament l'anglès, avisa a en Peter que ha de salvar l'animadora per salvar el món de la seva destrucció, però abans ha de visitar l'Isaac per veure què passarà en el futur. En Hiro i en Nathan es troben per primer cop i decideixen ajudar a la Niki a tornar a casa. Quan arriba a casa, es troba la policia que està cercant el seu marit, D.L., perquè s'ha escapat de la presó. |                                     |                                                               |                                     |                                     |                                     |                                     |
| |                                     |                                                               |                                     |                                     |                                     |                                     |
| 6 | 1-06                                | Better Halves La meitat bona                                  | Greg Beeman                         | Natalie Chaidez                     | 30 d'octubre de 2006                |                                     |
| En Mohinder decideix abandonar la cerca de persones amb habilitats i torna a l'Índia. En Matt aprofita la seva habilitat per impressionar la seva dona i així amagar els problemes amorosos que pateix el seu matrimoni. En D.L. continua en crida i cerca per la policia perquè s'ha escapat de la presó. Ell creu que el van inculpar per un crim que no cometre i va a cercar a la seva família, la Niki i el seu fill Micah, per estar junts. |                                     |                                                               |                                     |                                     |                                     |                                     |
| |                                     |                                                               |                                     |                                     |                                     |                                     |
| 7 | 1-07                                | Nothing to Hide Res a amagar                                  | Donna Deitch                        | Jesse Alexander                     | 6 de novembre de 2006               |                                     |
| En Matt treballa juntament amb la FBI per identificar el Sylar i interroguen en Ted Sprague per obtenir informació. Posteriorment, en Matt s'assabenta gràcies al seu poder que la seva dona l'està enganyant amb un company de feina. En Peter demana al seu germà que l'ajudi a cercar una pintura i en Micah revela l'habilitat que posseeix. |                                     |                                                               |                                     |                                     |                                     |                                     |
| |                                     |                                                               |                                     |                                     |                                     |                                     |
| 8 | 1-08                                | Seven Minutes to Midnight Set minuts per a la mitjanit        | Paul Edwards                        | Tim Kring                           | 13 de novembre de 2006              |                                     |
| En Hiro i l'Ando coneixen una cambrera, Charlie Andrews, que té l'habilitat de tenir supermemòria, però poc després és assassinada per en Sylar i en Hiro viatja al passat per evitar la seva mort. A l'Índia, a en Mohinder se li apareix un noi als somnis que li fa replantejar reprendre el treball del seu pare. En Noah Bennet té custodiat l'Isaac i en un dels seus quadres veu que la Claire serà assassinada per en Sylar properament. |                                     |                                                               |                                     |                                     |                                     |                                     |
| |                                     |                                                               |                                     |                                     |                                     |                                     |
| 9 | 1-09                                | Homecoming Trobada d'exalumnes                                | Greg Beeman                         | Adam Armus Kay Foster               | 20 de novembre de 2006              |                                     |
| En Noah prohibeix a la Claire assistir a la festa de benvinguda dels alumnes del seu institut per evitar que en Sylar la mati, però desobeeix les seves instruccions. En Sylar mata una altra animadora que confon amb la Claire i quan s'adona de l'error, en Peter ha vingut per salvar-la. En Hiro viatja en el temps per corregir el que ell creu que ha fet malament i en Mohinder decideix continuar amb el treball del seu pare. |                                     |                                                               |                                     |                                     |                                     |                                     |
| |                                     |                                                               |                                     |                                     |                                     |                                     |
| 10 | 1-10                                | Six Months Ago Fa sis mesos                                   | Allan Arkush                        | Aron Eli Coleite                    | 27 de novembre de 2006              |                                     |
| La majoria de successos de l'episodi es produeixen sis mesos abans de l'actualitat. En Hiro viatja al passat per evitar l'assassinat de la Charlie però per molt que ho intenti, no pot impedir la seva mort. Chandra Suresh, pare d'en Mohinder, arriba a Nova York amb una llista de persones amb habilitats i visita un rellotger anomenat Gabriel Gray amb la intenció de fer-li unes proves. En Gabriel adopta el nom de Sylar i comença a matar gent per aconseguir les seves habilitats. Una tragèdia afecta a la família Petrelli i la Claire fa un descobriment sorprenent. |                                     |                                                               |                                     |                                     |                                     |                                     |
| |                                     |                                                               |                                     |                                     |                                     |                                     |
| 11 | 1-11                                | Fallout Pluja àcida                                           | John Badham                         | Joe Pokaski                         | 4 de desembre de 2006               |                                     |
| Ja a l'actualitat, en Matt i l'FBI investiguen l'assassinat produït a l'institut de la Claire i arresten en Peter. En Matt intenta llegir la ment de la Claire per saber què ha passat però l'Haitià ho impedeix amb el seu poder. En Noah Bennet ha capturat en Sylar sense que ningú ho sàpiga i mana a l'Haitià que esborri aquest succés de la memòria de la seva família, inclosa la Claire. Després de ser arrestat, en Peter té una visió i creu que ell serà el causant d'una explosió atòmica que arrasarà Nova York. Per altra banda, la Niki s'entrega a la policia per protegir en D.L. i en Micah de la Jessica. |                                     |                                                               |                                     |                                     |                                     |                                     |
| |                                     |                                                               |                                     |                                     |                                     |                                     |
| 12 | 1-12                                | Godsend Regal diví                                            | Paul Shapiro                        | Tim Kring                           | 22 de gener de 2007                 |                                     |
| En Hiro comença la cerca per recuperar l'espasa d'un heroi feudal japonès, Takezo Kensei. En Peter continua en coma però té unes visions inquietants en les quals veu com ell explota i també se li apareix un desconegut que es fa anomenar Claude Rains i pot fer-se invisible. En Matt i la FBI viatgen a Texas per inspeccionar l'empresa paperera on treballa en Bennet amb la intenció de trobar en Sylar. |                                     |                                                               |                                     |                                     |                                     |                                     |
| |                                     |                                                               |                                     |                                     |                                     |                                     |
| 13 | 1-13                                | The Fix El dilema                                             | Terrence O'Hara                     | Natalie Chaidez                     | 29 de gener de 2007                 |                                     |
| En Peter continua seguint l'home invisible perquè creu que el pot ajudar a controlar el seu poder i donar-li respostes a alguns dels dubtes que té sobre ell mateix. En Hiro i l'Ando són raptats per uns homes que treballen pel pare d'en Hiro, Kaito. Per altra banda, la Claire cerca els seus pares biològics i la muller d'en Matt revela que està embarassada. |                                     |                                                               |                                     |                                     |                                     |                                     |
| |                                     |                                                               |                                     |                                     |                                     |                                     |
| 14 | 1-14                                | Distractions Distraccions                                     | Jeannot Szwarc                      | Michael Green                       | 5 de febrer de 2007                 |                                     |
| Mentre en Peter continua el seu procés d'aprenentatge per controlar els seus poders acompanyant en Claude, en Sylar aconsegueix escapar-se de les mans d'en Noah i visita la seva dona. Per altra banda, la Claire aconsegueix trobar la seva mare biològica (Meredith), l'Isaac contacta amb en Noah per explicar-li que ha pintat un quadre on es pot veure que en Peter ha adquirit l'habilitat de fer-se invisible, i la Niki surt de la presó però els seus actes estan dirigits per la Jessica. |                                     |                                                               |                                     |                                     |                                     |                                     |
| |                                     |                                                               |                                     |                                     |                                     |                                     |
| 15 | 1-15                                | Run! Fugir                                                    | Roxann Dawson                       | Adam Armus i Kay Foster             | 12 de febrer de 2007                |                                     |
| La Meredith informa a en Nathan que la seva filla està viva però li fa xantatge amb el seu silenci aprofitant la carrera política que vol iniciar. En Linderman allibera la Niki/Jessica de la presó per contractar-la com a assassina. El seu primer objectiu és un home que va robar diners a en Linderman, casualment, en Matt és el seu guardaespatlles. Per altra banda, en Mohinder continua la cerca de persones amb habilitats, però inconscientment també permet que en Sylar els localitzi. En Mohinder contacta amb en Zane Taylor però en Sylar arriba primer i es fa passar per ell. |                                     |                                                               |                                     |                                     |                                     |                                     |
| |                                     |                                                               |                                     |                                     |                                     |                                     |
| 16 | 1-16                                | Unexpected Sorprèn-me                                         | Greg Beeman                         | Jeph Loeb                           | 19 de febrer de 2007                |                                     |
| En Mohinder viatja amb en Sylar per ajudar a persones amb habilitats, però ell no sap que el seu company és en Sylar i aquest ho aprofita per aconseguir nous poders. En Noah Bennet i l'haitià intenten capturar en Peter i en Claude. En Claude abandona en Peter perquè no es vol tornar a enfrontar amb en Bennet i en Peter visita l'Isaac. Allà s'enfronten per l'amor de la Simone però la lluita acaba en tragèdia. Per altra banda, en Matt, en Ted i la Hana Gitelman decideixen anar a cercar en Bennet per demanar-li explicacions. |                                     |                                                               |                                     |                                     |                                     |                                     |
| |                                     |                                                               |                                     |                                     |                                     |                                     |
| 17 | 1-17                                | Company Man L'empleat fidel                                   | Allan Arkush                        | Bryan Fuller                        | 25 de febrer de 2007                |                                     |
| En Matt i en Ted van a casa d'en Noah Bennet i prenen per ostatges la seva família amb la intenció que aquest els doni respostes, però en Ted perd el control del seu poder i fa explotar tota la casa. Mentrestant es mostren escenes del passat del Sr. Bennet en les quals en Kaito l'obliga a adoptar a la Claire amb la condició que la retorni si es manifesten els seus poders, motiu pel qual ell és tan protector amb ella. |                                     |                                                               |                                     |                                     |                                     |                                     |
| |                                     |                                                               |                                     |                                     |                                     |                                     |
| 18 | 1-18                                | Parasite El paràsit                                           | Kevin Bray                          | Christopher Zatta                   | 4 de març de 2007                   |                                     |
| La Claire i l'haitià van a casa d'en Nathan i es troben amb l'Angela, la seva àvia biològica, mentre en Noah té problemes amb Primatech i la seva companya l'enganya. En Hiro i l'Ando troben l'espasa que estaven cercant i la roben per poder lluitar contra els enemics que vagin sorgint. L'Isaac pinta més quadres i en un veu com en Sylar li obrirà el cap per aconseguir el seu poder. En Nathan es reuneix amb en Linderman per parlar sobre el seu futur en la política. |                                     |                                                               |                                     |                                     |                                     |                                     |
| |                                     |                                                               |                                     |                                     |                                     |                                     |
| 19 | 1-19                                | .07% 0,07%                                                    | Adam Kane                           | Chuck Kim                           | 23 d'abril de 2007                  |                                     |
| En Linderman revela el seu pla de futur per en Nathan i li mostra un quadre pintat per l'Isaac on apareix com a president dels Estats Units. Mentrestant, en Peter i en Mohinder intenten escapar de les mans d'en Sylar, però en Peter és assassinat. Amb l'ajuda de la Claire aconsegueixen fer-lo reviure. En Sylar continua el seu camí i captura l'Isaac per aconseguir el seu poder. En Mohinder decideix unir-se a la Companyia mentre en Ted, en Matt i en Bennet s'escapen de la seva captivitat. |                                     |                                                               |                                     |                                     |                                     |                                     |
| |                                     |                                                               |                                     |                                     |                                     |                                     |
| 20 | 1-20                                | Five Years Gone Passats cinc anys                             | Paul Edwards                        | Joe Pokaski                         | 30 d'abril de 2007                  |                                     |
| En Hiro i l'Ando es troben cinc anys després de la destrucció de la ciutat de Nova York. Les persones amb habilitats estan etiquetades com terroristes i són perseguits. Això provoca que la majoria desenvolupin la cara fosca de la seva personalitat per poder sobreviure. A més, en Sylar té l'aspecte físic d'en Nathan i és el president dels Estats Units. Finalment retornen al present amb l'ajuda d'en Peter del futur i en Hiro sent que ha de matar en Sylar per prevenir les possibles conseqüències que acaben de veure. |                                     |                                                               |                                     |                                     |                                     |                                     |
| |                                     |                                                               |                                     |                                     |                                     |                                     |
| 21 | 1-21                                | The Hard Part El més difícil                                  | John Badham                         | Aron Eli Coleite                    | 7 de maig de 2007                   |                                     |
| En Mohinder coneix a la Molly, que pot localitzar qualsevol persona en el món, però ella té el virus Shanti, el mateix que va matar la germana d'en Mohinder quan era petita, i decideix ajudar-la amb la seva sang. La Jessica i en D.L. van a l'oficina d'en Linderman i descobreixen que els controla des de fa molt temps. En Ted, en Matt i en Bennet arriben a Nova York i es reuneixen amb la Claire i en Peter, i aquest adquireix el poder radioactiu d'en Ted. Mentrestant, en Sylar visita la seva mare. |                                     |                                                               |                                     |                                     |                                     |                                     |
| |                                     |                                                               |                                     |                                     |                                     |                                     |
| 22 | 1-22                                | Landslide Victòria aclaparadora                               | Greg Beeman                         | Jesse Alexander                     | 14 de maig de 2007                  |                                     |
| En Hiro s'està preparant per enfrontar-se a mort contra en Sylar, i el seu pare li ensenya a utilitzar l'espasa. La Candice aconsegueix que en Micah utilitzi el seu poder per alterar el resultat de les eleccions perquè en Nathan entri al congrés. En D.L. assassina en Linderman però mentre fuig també mor. En Sylar mata en Ted aconseguint el seu poder i en Matt i en Bennet troben el sistema de localització que utilitza la companyia, la Molly. |                                     |                                                               |                                     |                                     |                                     |                                     |
| |                                     |                                                               |                                     |                                     |                                     |                                     |
| 23 | 1-23                                | How to Stop an Exploding Man Com aturar a un home que explota | Allan Arkush                        | Tim Kring                           | 21 de maig de 2007                  |                                     |
| Les prediccions que va fer l'Isaac es comencen a produir i diferents herois van arribant a Nova York per aturar en Sylar. En Hiro teleporta l'Ando al Japó perquè estigui segur i després s'enfronta a en Sylar amb la intenció de matar-lo. En Peter encara no controla el seu nou poder que pot provocar una explosió nuclear i destruir la ciutat. |                                     |                                                               |                                     |                                     |                                     |                                     |
| |                                     |                                                               |                                     |                                     |                                     |                                     |

## Segona temporada
| Episodi | Codi                                           | Títol                                                  | Director                                       | Guió                                           | Emissió original                               |                                                |
| Volume Two: Generations Volum Dos: Generacions | Volume Two: Generations Volum Dos: Generacions | Volume Two: Generations Volum Dos: Generacions         | Volume Two: Generations Volum Dos: Generacions | Volume Two: Generations Volum Dos: Generacions | Volume Two: Generations Volum Dos: Generacions | Volume Two: Generations Volum Dos: Generacions |
| --- | ---------------------------------------------- | ------------------------------------------------------ | ---------------------------------------------- | ---------------------------------------------- | ---------------------------------------------- | ---------------------------------------------- |
| 24 | 2-01                                           | Four Months Later... Quatre mesos després...           | Greg Beeman                                    | Tim Kring                                      | 24 de setembre de 2007                         |                                                |
| El món i tots els herois intenten refer la seva vida després de la lluita amb en Sylar. La família Bennet s'ha mudat de Texas a Califòrnia per tornar a començar una nova vida. En Matt s'ha divorciat de la seva dona després que aquesta quedés embarassada en una aventura, i ara viu amb en Mohinder per cuidar a la Molly, que té malsons sobre un home que la pot veure quan intenta utilitzar el seu poder. En Peter apareix a Irlanda amb amnèsia, i en Nathan s'ha tornat alcohòlic. Per altra banda, en Hiro ha anat a parar al Japó de l'any 1671, època on vivia el seu admirat Takezo Kensei, mentre el seu pare és assassinat. Els bessons mexicans Maya i Alejandro fugen cap als Estats Units buscant ajuda després de ser acusats d'assassinat. |                                                |                                                        |                                                |                                                |                                                |                                                |
| |                                                |                                                        |                                                |                                                |                                                |                                                |
| 25 | 2-02                                           | Lizards Llangardaixos                                  | Allan Arkush                                   | Michael Green                                  | 1 d'octubre de 2007                            |                                                |
| En Hiro continua a l'Edat Feudal japonesa intentant convèncer en Kensei sobre la seva missió que el portarà a ser un heroi. Per altra banda, els dos germans mexicans continuen el seu perillós viatge cap a la frontera però es torna a fer present el poder maleït de la Maya i com l'ajuda el seu germà. Mentrestant, en Matt es fa càrrec de la investigació sobre l'assassinat d'en Kaito Nakamura, i en Peter comença a aclarir alguns detalls de la seva estranya situació. |                                                |                                                        |                                                |                                                |                                                |                                                |
| |                                                |                                                        |                                                |                                                |                                                |                                                |
| 26 | 2-03                                           | Kindred Congèneres                                     | Paul Edwards                                   | J.J. Philbin                                   | 8 d'octubre de 2007                            |                                                |
| La Niki viatja a Nova Orleans per deixar en Micah amb la seva àvia perquè ningú el descobreixi. Després de vuit operacions quirúrgiques, en Sylar desperta a Mèxic sota la vigilància de la Candice mentre es recupera de les lesions que li va provocar la lluita contra en Hiro. Tot i matar-la en la primera oportunitat, descobreix que ha perdut els seus poders. En Peter es veu obligat a involucrar-se en assumptes tèrbols per poder guanyar-se la confiança d'en Ricky i l'ajudi a recobrar la seva identitat. |                                                |                                                        |                                                |                                                |                                                |                                                |
| |                                                |                                                        |                                                |                                                |                                                |                                                |
| 27 | 2-04                                           | The Kindness of Strangers L'habilitat dels desconeguts | Adam Kane                                      | Tim Kring                                      | 15 d'octubre de 2007                           |                                                |
| La cosina d'en Micah, la Monica descobreix que també té una habilitat especial i ell l'ajuda a controlar-la. En Matt continua investigant la mort d'en Kaito i descobreix que el seu pare Maury fou un dels fundadors de la Companyia. Per trobar-lo, demana ajuda a la Molly, però aquest home és seu malson i té por. En Sylar troba la Maya i l'Alejandro, i els convenç perquè l'ajudin a entrar als Estats Units a canvi de portar-los amb el Dr. Suresh. |                                                |                                                        |                                                |                                                |                                                |                                                |
| |                                                |                                                        |                                                |                                                |                                                |                                                |
| 28 | 2-05                                           | Fight or Flight Lluitar o fugir                        | Lesli Glatter                                  | Joy Blake i Melissa Blake                      | 22 d'octubre de 2007                           |                                                |
| En Peter està a punt de descobrir el seu passat però una desconeguda anomenada Elle Bishop l'està cercant urgentment i mata en Ricky amb el seu poder elèctric perquè el delati. En Matt i en Nathan visiten en Maury però aquest aconsegueix escapar introduint-los en un malson. La Monica continua estudiant les possibilitats del seu poder per dominar-lo. En Hiro continua atrapat al Japó feudal mentre l'Ando intenta descobrir que li està passant al seu amic en el passat. |                                                |                                                        |                                                |                                                |                                                |                                                |
| |                                                |                                                        |                                                |                                                |                                                |                                                |
| 29 | 2-06                                           | The line El límit                                      | Jeannot Szwarc                                 | Adam Armus i Kay Foster                        | 29 d'octubre de 2007                           |                                                |
| A prop de la frontera, l'Alejandro comença a dubtar de les verdaderes intencions d'en Sylar, especialment amb la seva germana Maya. En Peter i la Caitlin busquen una porta misteriosa que ell va pintar i que dirigeix a un lloc sorprenent. En Suresh té un greu dilema moral amb la Companyia. Al Japó feudal, en Hiro ha de lluitar contra els seus sentiments vers la Yaeko per no trair en Kensei. |                                                |                                                        |                                                |                                                |                                                |                                                |
| |                                                |                                                        |                                                |                                                |                                                |                                                |
| 30 | 2-07                                           | Out of time Sense temps                                | Daniel Attias                                  | Aron Eli Coleite                               | 5 de novembre de 2007                          |                                                |
| Peter recupera una habilitat accidentalment i es teleporta amb Caitlin a Nova York en el futur. Allà, la majoria de gent té poders però està morint a causa del virus Shanti. Quan torna al present, casualment es troba a Kensei que s'identifica com Adam Monroe, mentre Hiro també ha tornat al present des del Japó feudal. Niki contacta amb Mohinder perquè li injecti el virus per poder-se curar. Matt s'enfronta novament al seu pare i descobreix que pot controlar la ment de les altres persones. |                                                |                                                        |                                                |                                                |                                                |                                                |
| |                                                |                                                        |                                                |                                                |                                                |                                                |
| 31 | 2-08                                           | Four Months Ago... Fa quatre mesos                     | Greg Beeman                                    | Tim Kring                                      | 12 de novembre de 2007                         |                                                |
| L'episodi mostra flashbacks sobre el que va passar entre la primera i la segona temporada. En Peter aconsegueix sobreviure a l'explosió de Nova York però la Companyia l'empresona i allà coneix l'Adam Monroe. Nathan també aconsegueix sobreviure però haurà de pagar un preu molt elevat per la seva heroïcitat. En D.L. se sacrifica per la seva família mentre es manifesta una nova personalitat de Niki. Maya descobreix el seu poder ocult i el seu germà decideix ajudar-la anant als Estats Units. |                                                |                                                        |                                                |                                                |                                                |                                                |
| |                                                |                                                        |                                                |                                                |                                                |                                                |
| 32 | 2-09                                           | Cautionary Tales Faules                                | Greg Yaitanes                                  | Joe Pokaski                                    | 19 de novembre de 2007                         |                                                |
| Convençuts que la Companyia els està cercant, la família Bennet prepara una nova fugida, però aquest cop, la Claire no hi està d'acord. Hiro s'assabenta que el seu pare ha estat assassinat i torna al passat per descobrir qui és el culpable. En Suresh decideix continuar treballant per la Companyia i dispara a Noah Bennet, tal com havia anunciat l'Isaac en un dels seus quadres. |                                                |                                                        |                                                |                                                |                                                |                                                |
| |                                                |                                                        |                                                |                                                |                                                |                                                |
| 33 | 2-10                                           | Truth & Consequences Veritat i conseqüències           | Adam Kane                                      | Jesse Alexander                                | 26 de novembre de 2007                         |                                                |
| En Peter i l'Adam s'assabenten que el virus Shanti està emmagatzemat a la seu de Primatech a Texas. En Sylar continua el viatge amb la Maya i l'Alejandro, però aquest continua sense fiar-se'n i s'acaben enfrontant amb un tràgic final. En Hiro continua cercant l'assassí del seu pare, en Matt cerca l'última persona dels fundadors de la Companyia i en Nathan descobreix que el seu germà encara és viu. |                                                |                                                        |                                                |                                                |                                                |                                                |
| |                                                |                                                        |                                                |                                                |                                                |                                                |
| 34 | 2-11                                           | Powerless Sense poder                                  | Allan Arkush                                   | Jeph Loeb                                      | 3 de desembre de 2007                          |                                                |
| En Peter descobreix que l'Adam vol alliberar el virus Shanti en lloc de destruir-lo, de manera que l'atura momentàniament. Després apareix en Hiro i l'enterra en un taüt mitjançant el seu poder. La Monica és segrestada mentre intentava ajudar en Micah i la Niki intenta rescatar-la. En Sylar i la Maya localitzen en Mohinder, i gràcies a la sang de la Claire que guarda en Mohinder, en Sylar recupera tots els seus poders. En Nathan convoca una roda de premsa per fer públic la seva habilitat i que existeixen més persones amb poders. |                                                |                                                        |                                                |                                                |                                                |                                                |
| |                                                |                                                        |                                                |                                                |                                                |                                                |

## Tercera temporada
| Episodi | Codi                                      | Títol                                                | Director                                  | Guió                                              | Emissió original                          |                                           |
| Volume Three: Villans Volum Tres: Bandits | Volume Three: Villans Volum Tres: Bandits | Volume Three: Villans Volum Tres: Bandits            | Volume Three: Villans Volum Tres: Bandits | Volume Three: Villans Volum Tres: Bandits         | Volume Three: Villans Volum Tres: Bandits | Volume Three: Villans Volum Tres: Bandits |
| --- | ----------------------------------------- | ---------------------------------------------------- | ----------------------------------------- | ------------------------------------------------- | ----------------------------------------- | ----------------------------------------- |
| 35 | 3-01                                      | The Second Coming                                    | Allan Arkush                              | Tim Kring                                         | 22 de setembre de 2008                    |                                           |
| Mentre en Matt descobreix la identitat de la persona que dispara en Nathan, en Sylar visita la Claire per aconseguir el seu poder regeneratiu. Per altra banda, en Hiro i l'Ando descobreixen un secret de la família Nakamura però una noia desconeguda que és molt ràpida els ho roba. En Mohinder, gràcies al poder de la Maya, descobreix finalment l'enigma que buscava el seu pare, com una persona normal pot aconseguir un poder. |                                           |                                                      |                                           |                                                   |                                           |                                           |
| |                                           |                                                      |                                           |                                                   |                                           |                                           |
| 36 | 3-02                                      | The Butterfly Effect                                 | Greg Beeman                               | Tim Kring                                         | 22 de setembre de 2008                    |                                           |
| Sylar visita la seu de la companyia per aconseguir nous poders. A part de matar el director de la companyia, s'enfronta a la seva filla Elle i aquesta causa una gran explosió que el deixa inconscient, però també inhabilita el sistema elèctric i tots els reclusos més perillosos aconsegueixen escapar. Per altra banda, en Hiro cerca la noia que li va robar el seu secret familiar i la troba a París. En Nathan rep l'oferta per ser congressista a mans de la Tracy Strauss, que és clavada a la Nikki Sanders però ella no en sap res. En Parkman és apunt de morir en un desert però troba un guia estrany que l'ajuda a sobreviure. |                                           |                                                      |                                           |                                                   |                                           |                                           |
| |                                           |                                                      |                                           |                                                   |                                           |                                           |
| 37 | 3-03                                      | One of us, one of them                               | Sergio Mimica-Gezzan                      | Joe Pokaski                                       | 29 de setembre de 2008                    |                                           |
| Els quatre poderosos bandits (Knox, Jesse, Flint i L'Alemany) s'han escapat i roben un banc per atraure l'atenció d'en Noah Bennett i matar-lo. En Noah torna a treballar per la Companyia però aquesta vegada li assignen un nou i sorprenent soci. Mentrestant, en Hiro i l'Ando segueixen la Daphne a Alemanya, però allà coincideixen amb l'haitià que ha de fer un tracte amb la fórmula d'en Hiro. Per altra banda, la Tracy està confosa per la seva semblança amb la Nikki i decideix anar-la a buscar, i en Parkman segueix buscant el seu destí amb l'ajuda del guia espiritual que ha trobat. |                                           |                                                      |                                           |                                                   |                                           |                                           |
| |                                           |                                                      |                                           |                                                   |                                           |                                           |
| 38 | 3-04                                      | I Am Become Death                                    | David Von Ancken                          | Aron Coleite                                      | 6 d'octubre de 2008                       |                                           |
| El Peter del futur porta en Peter del present al seu temps perquè vegi com està el món. Allà tothom té poders i la humanitat està destinada a autodestruir-se. Al futur, la Claire treballa per la companyia i mata en Peter del futur, de manera que en Peter del present decideix visitar en Sylar per aconseguir el seu obscur poder i salvar el món. Pel que fa al present, la Tracy s'assabenta del seu origen i decideix suïcidar-se per la culpa del que sent, però en Nathan la salva i l'ajuda a reflexionar sobre la seva vida. En Hiro i l'Ando estan tancats a la companyia, i l'Angela els obliga a desenterrar l'Adam Monroe perquè els ajudi a trobar la meitat de la fórmula que els van robar.                                                                          |                                           |                                                      |                                           |                                                   |                                           |                                           |
| |                                           |                                                      |                                           |                                                   |                                           |                                           |
| 39 | 3-05                                      | Angels and Monsters                                  | Anthony Hemingway                         | Adam Armus i Kay Foster                           | 13 d'octubre de 2008                      |                                           |
| Sense que ningú ho sàpiga, la Claire ha sortit sola a caçar tots els bandits fugats del Nivell 5 de Primatech, que havia atrapat el seu pare anteriorment. El seu primer objectiu és un home que pot crear forats negres, objectiu que també cerquen el seu pare i en Sylar per altra banda. Mentrestant, en Peter intenta matar en Sylar perquè no pot controlar la seva fam assassina. En Hiro i l'Ando desenterren l'Adam Monroe però aquest s'escapa i s'uneix a la Daphne i en Knox, que volen crear un equip seguint les ordres d'en Linderman. En Nathan i la Tracy estan junts i visiten l'Angela perquè els expliqui l'origen dels seus poders. |                                           |                                                      |                                           |                                                   |                                           |                                           |
| |                                           |                                                      |                                           |                                                   |                                           |                                           |
| 40 | 3-06                                      | Dying of the Light                                   | Daniel Attias                             | Chuck Kim i Christopher Zatta                     | 20 d'octubre de 2008                      |                                           |
| En Hiro ja treballa per Pinehearst, i en Knox i la Daphne li encarreguen la missió de trobar un vident africà per portar-lo a la companyia. En Parkman torna per trobar a la Daphne, i ella també l'està buscant perquè també entri a treballar a la companyia. En Peter visita les instal·lacions de la companyia per buscar respostes, tot i que en Sylar intenta evitar-ho perquè creu que encara no està preparat. Per altra banda, la Claire i la seva mare intenten deslliurar a la Meredith de les mans d'en Doyle, un dels bandits fugats que pot controlar els altres mentalment. En Nathan i la Tracy visiten el Dr. Suresh amb l'esperança que els ajudi sobre l'origen dels seus poders, tot i que no saben que aquest ha canviat força.                                     |                                           |                                                      |                                           |                                                   |                                           |                                           |
| |                                           |                                                      |                                           |                                                   |                                           |                                           |
| 41 | 3-07                                      | Eris Quod Sum                                        | Jeannot Szwarc                            | Jesse Alexander                                   | 27 d'octubre de 2008                      |                                           |
| L'Elle és a casa de la Claire per buscar informació i les dues decideixen anar a Pinehearst per rebre ajuda sobre els seus poders. Per altra banda, en Suresh també porta la Maya a la Companyia perquè la guareixin i l'alliberin del seu poder mortal, a més, en Suresh accepta treballar per la Companyia amb l'objectiu d'aconseguir una cura per ell. En Sylar també viatja a la seu de la Companyia per ajudar escapar en Peter, que ja no té poders, però mentre aquest pot escapar, l'Arthur apresa en Sylar i el convenç que la seva mare l'odia i l'està utilitzant per salvar al seu fill favorit, en Peter. Mentrestant, la Daphne i en Matt aconsegueixen enganyar en Knox que es pensa que els ha mort, i en Hiro i l'Ando continuen el seu viatge espiritual amb l'Usutu. |                                           |                                                      |                                           |                                                   |                                           |                                           |
| |                                           |                                                      |                                           |                                                   |                                           |                                           |
| 42 | 3-08                                      | Villains                                             | Allan Arkush                              | Rob Fresco                                        | 10 de novembre de 2008                    |                                           |
| Per preparar-se per a la lluita contra els bandits, en Hiro segueix el consell del seu guia espiritual i pren una recepta per somiar amb el passat, de forma que pot veure la suposada mort de l'Arthur Petrelli, l'origen de la companyia Pinehearst, i com en Linderman intenta acabar amb en Nathan. Per altra banda, també es veu l'origen del sadisme d'en Sylar amb la intervenció d'en Noah Bennet i l'Elle en el procés. |                                           |                                                      |                                           |                                                   |                                           |                                           |
| |                                           |                                                      |                                           |                                                   |                                           |                                           |
| 43 | 3-09                                      | It's Comming                                         | Greg Yaitanes                             | Tim Kring                                         | 17 de novembre de 2008                    |                                           |
| En Hiro ha aconseguit escapar de l'Arthur però ara creu que té deu anys i no recorda res del que ha fet, i l'Ando intenta que aquest redescobreixi els seus poders. En Nathan i la Tracy visiten Pinehearst perquè necessiten parlar amb l'Arthur, que l'intenta persuadir perquè s'uneixi a ell, però en Nathan està confós i necessita reflexionar. En Sylar aprèn a utilitzar la seva empatia per reconciliar-se amb l'Elle i aconseguir nous poders sense matar a ningú. En Matt visita l'Angela que està ingressada a Primatech i s'introdueix en la seva ment per despertar-la del coma. Pel que fa a en Mohinder, continua fent proves amb la fórmula però descobreix que és necessari un catalitzador perquè aquesta funciona, i insinua que segurament es tracta d'una persona. |                                           |                                                      |                                           |                                                   |                                           |                                           |
| |                                           |                                                      |                                           |                                                   |                                           |                                           |
| 44 | 3-10                                      | The Eclipse, Part 1                                  | Greg Beeman                               | Joe Pokaski i Aaron Eli Coliete                   | 24 de novembre de 2008                    |                                           |
| Està apunt de produir-se un eclipsi solar i aquest té conseqüències molt importants pels herois i els seus poders. L'Arthur ha pintat diversos dibuixos sobre el futur i envia a l'Elle i en Sylar a capturar la Claire per evitar que mori. En Matt, en Hiro i l'Ando viatgen a Geòrgia per anar a buscar a la Daphne, que s'amaga a casa dels seus pares. Per altra banda, en Nathan i en Peter viatgen a Haití per cercar l'haitià, ja que és l'únic home capaç d'aturar els plans malignes de l'Arthur. |                                           |                                                      |                                           |                                                   |                                           |                                           |
| |                                           |                                                      |                                           |                                                   |                                           |                                           |
| 45 | 3-11                                      | The Eclipse, Part 2                                  | Holly Dale                                | Joe Pokaski i Aaron Eli Coliete                   | 1 de desembre de 2008                     |                                           |
| Els efectes de l'eclipsi encara perduren i tots els herois han perdut els seus poders sense saber si els recuperaran. Aprofitant aquest fet, en Noah Bennett intenta acabar amb en Sylar i l'Elle, però la seva filla Claire el necessita perquè està ingressada a l'hospital lluitant per sobreviure d'una ferida de bala. A Haití, en Nathan, en Peter i l'haitià lluiten per derrocar el règim del seu germà, Baró Samedi. Per altra banda, en Matt ha anat a buscar a la Daphne, i en Hiro i l'Ando entren en una botiga de còmics intentant esbrinar perquè han perdut els poders i com en Hiro pot recuperar la memòria. |                                           |                                                      |                                           |                                                   |                                           |                                           |
| |                                           |                                                      |                                           |                                                   |                                           |                                           |
| 46 | 3-12                                      | Our Father                                           | Jeannot Szwarc                            | Adam Armus i Kay Foster                           | 8 de desembre de 2008                     |                                           |
| En Hiro porta la Claire al passat, just al moment en què en Kaito Nakamura entrega l'acabada de néixer Claire a Noah Bennett, i ho fa perquè així podrà recuperar la memòria i tots els records que l'Arthur li va treure. Per una banda, la Claire intenta evitar que li passin el catalitzador i, per l'altra, en Hiro coneix a la seva mare poc abans que mori i la convenç perquè li passi el catalitzador que té al seu interior. En Sylar aconsegueix el poder de saber si la gent diu mentides per saber si realment és fill dels Petrelli, i en Peter i l'haitià van a la seu de Pineheart per matar a l'Arthur. |                                           |                                                      |                                           |                                                   |                                           |                                           |
| |                                           |                                                      |                                           |                                                   |                                           |                                           |
| 47 | 3-13                                      | Dual                                                 | Greg Beeman                               | Jeph Loeb                                         | 15 de desembre de 2008                    |                                           |
| Després de la mort de l'Arthur Petrelli, els seus dos fills s'enfrontaran entre si per dur a terme les pròpies idees: en Nathan vol crear un exèrcit de soldats amb poders i en Peter vol destruir la fórmula. Mentrestant, en Sylar tanca la Claire, en Noah, la Meredith i l'Angela a Primatech provocant diverses situacions compromeses perquè es matin entre ells i demostrar que ell no és l'únic monstre. Per altra banda, l'Ando, en Matt i la Daphne cerquen alguna solució per salvar en Hiro, que està atrapat al passat i sense poders. |                                           |                                                      |                                           |                                                   |                                           |                                           |
| |                                           |                                                      |                                           |                                                   |                                           |                                           |
| Volume Four: Fugitives Volum Quatre: Fugitius |                                           |                                                      |                                           |                                                   |                                           |                                           |
| 48 | 3-14                                      | A Clear and Present Danger Perill imminent           | Greg Yaitanes                             | Tim Kring                                         | 2 de febrer de 2009                       |                                           |
| Després de la destrucció de Primatech i Pinehearst, tots els herois intenten refer la seva vida excepte en Nathan, que treballa pel President dels Estats Units amb l'objectiu d'apressar a tots els superdotats i aïllar-los de la resta d'humans. Els agents que treballen per en Nathan comencen a capturar-los d'un a un però la Claire s'assabenta de les seves intencions i intenta avisar a en Peter i en Matt sobre el perill. Per altra banda, en Sylar visita el seu pare amb l'esperança que li expliqui qui és en realitat. |                                           |                                                      |                                           |                                                   |                                           |                                           |
| |                                           |                                                      |                                           |                                                   |                                           |                                           |
| 49 | 3-15                                      | Trust And Blood Confiança i sang                     | Allan Arkush                              | Mark Verheiden                                    | 9 de febrer de 2009                       |                                           |
| L'avió on viatjaven presos els herois s'ha estavellat en una muntanya i la majoria han aconseguit sobreviure. Tots intenten fugir abans que l'exèrcit els torni a atrapar però tenen moltes dificultats. Mentrestant, la Daphne i l'Ando viatgen al lloc de l'accident per salvar els seus amics, però quan es retroben són descoberts i comença un tiroteig que acaba amb la vida de la Daphne entre d'altres soldats. Per altra banda, en Sylar continua cercant el seu pare biològic torturant un soldat que el volia detenir perquè té la informació que necessita i, per casualitat, coneix un noi que també té habilitats. |                                           |                                                      |                                           |                                                   |                                           |                                           |
| |                                           |                                                      |                                           |                                                   |                                           |                                           |
| 50 | 3-16                                      | Building 26 Edifici 26                               | Sergio Mimica-Gezzan                      | Rob Fresco                                        | 16 de febrer de 2009                      |                                           |
| Mentre en Hiro i l'Ando viatgen a l'Índia seguint els dibuixos d'en Matt, en Sylar continua el viatge junt el seu nou amic Luke perquè el porti a veure el seu pare. Per altra banda, mentre en Nathan continua dirigint la cacera de tots els superdotats, la Casa Blanca inicia una investigació interna i col·loca una supervisora a les operacions que dirigeix en Nathan. La Claire rep diversos SMS d'una persona que s'autoanomena "Rebel" i li diu que vagi a avisar un noi, Alex Woolsley, que també té poders i el cerca el govern. La Claire s'interposa a la feina del seu pare Noah i, cansat de les seves mentides, explica la veritat a la seva mare provocant un gran conflicte a la seva família.                                                                       |                                           |                                                      |                                           |                                                   |                                           |                                           |
| |                                           |                                                      |                                           |                                                   |                                           |                                           |
| 51 | 3-17                                      | Cold Wars La guerra freda                            | Seith Mann                                | Christopher Zatta, Joe Pokaski i Aron Eli Coleite | 23 de febrer de 2009                      |                                           |
| En Peter, en Matt i en Suresh han segrestat en Noah Bennett per interrogar-lo i conèixer tots els detalls de l'operació que els intenta apressar. En Matt llegeix la ment d'en Noah i poc a poc va coneixent la successió dels fets que han portat en Noah a treballar pel govern i qui dirigeix l'operació. Els descobriments ajudaran a en Peter a localitzar el caçador, en Danko, i enfrontar-s'hi. |                                           |                                                      |                                           |                                                   |                                           |                                           |
| |                                           |                                                      |                                           |                                                   |                                           |                                           |
| 52 | 3-18                                      | Exposed Destapant la veritat                         | Eric Laneuville                           | Adam Armus i Kay Foster                           | 2 de març de 2009                         |                                           |
| El desconegut "Rebel" es comunica amb en Matt i en Peter per ajudar-los a salvar a la Daphne i els envia a l'Edifici 26 del govern. Tot i que ells pensen que allà hi tenen presa la Daphne, realment hi ha documents i vídeos de tota l'operació i en Peter aprofita per gravar-ne uns quants amb l'objectiu de fer-los públics. Per altra banda, la Claire amaga l'Alex a casa seva intentant despistar els espies que els vigilen i en Sylar continua el camí per trobar el seu pare biològic mentre recorda alguns fets desagradables de quan era petit i que ja havia oblidat. |                                           |                                                      |                                           |                                                   |                                           |                                           |
| |                                           |                                                      |                                           |                                                   |                                           |                                           |
| 53 | 3-19                                      | Shades of Gray La família Gray                       | Greg Beeman                               | Oliver Grigsby                                    | 9 de març de 2009                         |                                           |
| En Sylar troba el seu pare finalment i descobreix que té el seu mateix poder i que s'està morint de càncer. Tot i tenir la intenció de matar-lo, abans necessita algunes respostes sobre el seu desig de matar. Per altra banda, l'Eric Doyle demana ajuda a la Claire i ella ha de decidir si ajudar-lo o no. Mentrestant, en Danko comença a indagar en el passat de la família Petrelli perquè té el pressentiment que en Nathan li amaga un secret molt important. |                                           |                                                      |                                           |                                                   |                                           |                                           |
| |                                           |                                                      |                                           |                                                   |                                           |                                           |
| 54 | 3-20                                      | Cold Snap Onada de fred                              | Greg Yaitanes                             | Bryan Fuller                                      | 23 de març de 2009                        |                                           |
| En Danko i en Noah Bennet decideixen deixar escapar a la Tracy per utilitzar-la com esquer i aconseguir capturar en Rebel, tot i que no saben qui és realment. Mentrestant, també intenten capturar l'Angela Petrelli i ella decideix desaparèixer durant un temps. Per altra banda, l'Ando i en Hiro continuen amb la seva nova missió, salvar el petit Matt Parkman de les mans d'en Danko ja que també té poders com el seu pare. |                                           |                                                      |                                           |                                                   |                                           |                                           |
| |                                           |                                                      |                                           |                                                   |                                           |                                           |
| 55 | 3-21                                      | Into Asylum En l'asil                                | Jim Chory                                 | Joe Pokaski                                       | 30 de març de 2009                        |                                           |
| En Nathan porta la Claire a Mèxic per fugir i amagar-se d'en Danko mentre aprofiten per reconciliar la seva relació familiar. L'Angela i en Peter també s'han d'amagar dels seus homes i es refugien en una església perquè ella pugui trobar la pau interior i respostes. En Danko s'associa amb en Sylar per aconseguir els seus objectius respectius, capturar totes les persones amb habilitats per matar-los i adquirir els seus poders. |                                           |                                                      |                                           |                                                   |                                           |                                           |
| |                                           |                                                      |                                           |                                                   |                                           |                                           |
| 56 | 3-22                                      | Turn and Face the Strange Enfronta't a lo desconegut | Jeannot Szwarc                            | Rob Fresco i Mark Verheiden                       | 6 d'abril de 2009                         |                                           |
| En Matt està decidit a revenjar la mort de la Daphne i segueix en Danko per conèixer algun detall de la seva vida amb el qual pugui fer-lo patir. Mentrestant, en Hiro i l'Ando intenten contactar amb en Suresh per saber com trobar en Matt i presentar-li el seu fill ja que ell encara no sap de la seva existència. En Sylar també vol venjar-se d'en Noah i aprofita la seva nova habilitat per intentar destruir el seu matrimoni. L'Angela vol reunir la seva família en un lloc concret per desenterrar els dimonis del passat. |                                           |                                                      |                                           |                                                   |                                           |                                           |
| |                                           |                                                      |                                           |                                                   |                                           |                                           |
| 57 | 3-23                                      | 1961                                                 | Adam Kane                                 | Aron Eli Coleite                                  | 13 d'abril de 2009                        |                                           |
| L'Angela ha tingut un somni molt estrany que no sap interpretar i que la condueix a un campament on havia estat de petita. En Nathan, en Peter, la Claire i en Noah l'han acompanyat per ajudar a enfrontar-se amb el seu passat. Fa molts anys, el campament servia per fer proves a les persones amb habilitats i estava dirigit per Chandra Suresh, pare d'en Mohinder. Allà va conèixer en Bob Bishop, en Daniel Linderman i Charles Deveaux, amb els quals es va escapar per fundar la companyia Primatech posteriorment, però va abandonar una persona molt especial, la seva germana Alice. |                                           |                                                      |                                           |                                                   |                                           |                                           |
| |                                           |                                                      |                                           |                                                   |                                           |                                           |
| 58 | 3-24                                      | I Am Sylar Sóc en Sylar                              | Allan Arkush                              | Adam Armus i Kay Foster                           | 21 d'abril de 2009                        |                                           |
| Mentre continua treballant amb en Danko per atrapar persones amb habilitats, en Sylar pateix una greu crisi d'identitat i en diverses ocasions dialoga amb la seva mare que és morta perquè l'ajudi a trobar respostes. Entre els nous objectius d'en Danko hi ha en "Rebel", que convenç en Sylar que és capaç de salvar a tots els superdotats convertint-se en Nathan Petrelli. Per altra banda, en Hiro i l'Ando volen entrar a l'Edifici 26 per destruir-lo i en Matt canvia les prioritats de la seva vida quan es consciencia de la seva nova paternitat. |                                           |                                                      |                                           |                                                   |                                           |                                           |
| |                                           |                                                      |                                           |                                                   |                                           |                                           |
| 59 | 3-25                                      | An Invisible Thread Un fil invisible                 | Greg Beeman                               | Tim Kring                                         | 27 d'abril de 2009                        |                                           |
| En Sylar ha començat a executar el seu pla maligne per obtenir l'aparença del president dels Estats Units i així poder dominar tot el món. En Nathan i en Peter per un costat, i en Noah, la Claire i l'Angela per un altre, viatgen a Washington D.C. per impedir que aconsegueixi el seu objectiu. En Sylar ja no necessita l'ajuda d'en Danko i aconsegueix que els seus propis homes el detinguin i sigui empresonat. Per altra banda, en Hiro i l'Ando intenten destruir l'edifici 26 però en Hiro comença a patir les conseqüències d'abusar del seu poder. L'Angela veu en un somni que el seu fill Nathan està apunt de morir i busca en Matt perquè l'ajudi a salvar-lo. |                                           |                                                      |                                           |                                                   |                                           |                                           |
| |                                           |                                                      |                                           |                                                   |                                           |                                           |

## Quarta temporada
| Episodi | Codi                                          | Títol                                                 | Director                                      | Guió                                          | Emissió original                              |                                               |
| Volume Five: Redemption Volum Cinc: Redempció | Volume Five: Redemption Volum Cinc: Redempció | Volume Five: Redemption Volum Cinc: Redempció         | Volume Five: Redemption Volum Cinc: Redempció | Volume Five: Redemption Volum Cinc: Redempció | Volume Five: Redemption Volum Cinc: Redempció | Volume Five: Redemption Volum Cinc: Redempció |
| --- | --------------------------------------------- | ----------------------------------------------------- | --------------------------------------------- | --------------------------------------------- | --------------------------------------------- | --------------------------------------------- |
| 60 | 4-01 4-02                                     | Orientation Orientació                                | David Straiton i Ed Bianchi                   | Tim Kring, Adam Armus i Kay Foster            | 21 de setembre de 2009                        |                                               |
| Episodi doble. La Claire comença el seu primer any a la universitat intentant oblidar la seva darrera forma de vida i tornar a ser ella mateixa. En Hiro i l'Ando creen un negoci per ajudar a la gent amb els seus poders, però en Hiro no pot controlar el seu poder i creu que morirà aviat. L'Angela està preocupada pel seu fill Nathan, que comença a mostrar els poders d'en Sylar. En Samuel, la Lydia i l'Edgar utilitzen les seves habilitats per trobar nous herois. La Tracy continua la seva revenja per matar els treballadors de l'Edifici 26, incloent en Noah i en Danko. La consciència d'en Sylar es manifesta en la ment d'en Matt, que ja no vol tornar a utilitzar els seus poders per portar una vida normal amb la seva família. En Peter ha tornat a treballar d'infermer i utilitza els seus poders per salvar totes les vides que pugui. |                                               |                                                       |                                               |                                               |                                               |                                               |
| |                                               |                                                       |                                               |                                               |                                               |                                               |
| 61 | 4-03                                          | Ink Tinta                                             | Roxann Dawson                                 | Aron Eli Coleite                              | 28 de setembre de 2009                        |                                               |
| En Samuel intenta manipular en Peter perquè ompli el buit deixat pel seu germà. La Claire intenta refer la seva nova vida revelant el seu secret a la seva nova amiga, la Gretchen. En Sylar, dins el cap d'en Matt, utilitza el seu poder contra ell per torturar-lo i manipular la seva ment i així li torni el seu cos real. Per altra banda, una dona anomenada Emma descobreix que és capaç de percebre el so com una aura lluminosa al voltant dels objectes que els emeten. |                                               |                                                       |                                               |                                               |                                               |                                               |
| |                                               |                                                       |                                               |                                               |                                               |                                               |
| 62 | 4-04                                          | Acceptance Acceptació                                 | Christopher Misiano                           | Bryan Fuller                                  | 5 d'octubre de 2009                           |                                               |
| En Hiro continua amb el seu objectiu d'ajudar a tothom que pugui amb el seu poder sense acceptar la malaltia terminal que l'està afectant. L'Angela ajuda al seu fill Nathan a recordar el seu passat però paral·lelament també descobreix secrets passats. La Tracy intenta recuperar el seu anterior treball polític però ara amb nous objectius. En Noah pateix els efectes de tenir molt temps lliure sense cap pla definit i s'està repensant tornar a la seva vida anterior. |                                               |                                                       |                                               |                                               |                                               |                                               |
| |                                               |                                                       |                                               |                                               |                                               |                                               |
| 63 | 4-05                                          | Hysterical Blindness Ceguera histèrica                | SJ Clarkson                                   | Joe Pokaski                                   | 12 d'octubre de 2009                          |                                               |
| En Nathan desperta de sota terra però ja totalment transformat en Sylar i sense cap record del seu passat. Un policia el deté i mentre l'interroguen, una psicologia l'ajuda a recuperar el seu passat. La Claire descobreix les intencions reals de la seva nova amiga. En Peter ajuda a l'Emma a entendre la seva habilitat i en Samuel continua cercant qui ha de ser el nou membre de la seva família. |                                               |                                                       |                                               |                                               |                                               |                                               |
| |                                               |                                                       |                                               |                                               |                                               |                                               |
| 64 | 4-06                                          | Tabula rasa Taula rasa                                | Jim Chory                                     | Rob Fresco                                    | 19 d'octubre de 2009                          |                                               |
| En Samuel dona refugi a en Sylar amb la intenció que ocupi el lloc buit deixat pel seu germà. El problema és que en Sylar no sap qui és realment, només té records d'en Nathan i està confós. En Samuel intenta diversos mètodes perquè es redescobreixi. Per altra banda, en Peter demana ajuda a en Noah per cercar una solució a la malaltia d'en Hiro. Mentre és a l'hospital, en Hiro ajuda a l'Emma a acceptar i comprendre el seu poder. |                                               |                                                       |                                               |                                               |                                               |                                               |
| |                                               |                                                       |                                               |                                               |                                               |                                               |
| 65 | 4-07                                          | Strange attractors Atractors estranys                 | Tucker Gates                                  | Juan Carlos Coto                              | 26 d'octubre de 2009                          |                                               |
| Matt continua lluitant contra en Sylar que ja ha après a controlar el seu cos. La Claire continua realitzant les proves per entrar a la fraternitat però comença a creure que la seva amiga Gretchen està en perill per allunyar-la d'ella. Per altra banda, en Noah intenta alliberar en Jeremy de la presó i demana ajuda a la Tracy per convèncer la policia. |                                               |                                                       |                                               |                                               |                                               |                                               |
| |                                               |                                                       |                                               |                                               |                                               |                                               |
| 66 | 4-08                                          | Once Upon a Time in Texas Vet aquí una vegada a Texas | Nate Goodman                                  | Aron Eli Coleite i Aury Wallington            | 2 de novembre de 2009                         |                                               |
| En Hiro torna al passat, tres anys enrere per salvar la Charlie de les mans d'en Sylar i del propi aneurisma que pateix. El problema és que en Samuel necessita que en Hiro s'uneixi a ell perquè l'Arnold està apunt de morir, i farà el que sigui necessari perquè en Hiro no fugi amb la Charlie. Mentrestant, també es revelen afers passats d'en Noah Bennet amb la seva companya Lauren. |                                               |                                                       |                                               |                                               |                                               |                                               |
| |                                               |                                                       |                                               |                                               |                                               |                                               |
| 67 | 4-09                                          | Shadowboxing Lluitant contra les ombres               | Jim Chory                                     | Misha Green i Joe Pokaski                     | 9 de novembre de 2009                         |                                               |
| En Peter ha adquirit l'habilitat d'en Jeremy i li és molt útil en la seva feina a l'hospital. Mentrestant, també intenta convèncer l'Emma perquè acabi els seus estudis de medicina. La Claire intenta descobrir els motius pels quals la Becky intenta matar la Gretchen. En Matt continua lluitant amb en Sylar perquè li ha pres el control del seu cos i vol recuperar la seva identitat. En Sylar va a cercar en Peter perquè li expliqui què li ha passat, ja que en Matt no li vol explicar, però pel camí posaran a prova els seus límits per demostrar qui és més fort. |                                               |                                                       |                                               |                                               |                                               |                                               |
| |                                               |                                                       |                                               |                                               |                                               |                                               |
| 68 | 4-10                                          | Brother's Keeper Guardià del germà                    | Bryan Spicer                                  | Rob Fresco i Mark Verheiden                   | 16 de novembre de 2009                        |                                               |
| Nou setmanes abans, en Mohinder va descobrir una antiga pel·lícula del seu pare que parla sobre el gran potencial d'en Samuel. En Samuel, que desconeix el seu potencial, es va assabentar de l'existència d'aquesta pel·lícula però va arribar massa tard perquè en Mohinder ja l'havia destruït i el va matar. Ara, en Samuel fa xantatge a en Hiro i li demana que recuperi la pel·lícula si vol tornar a veure la Charlie. Mentrestant, la Tracy té problemes per controlar el seu poder i no sap si seguir els consells d'en Samuel. Per altra banda, en Nathan i en Peter visiten en Matt perquè els expliqui la veritat sobre les sensacions d'en Nathan amb la ment d'en Sylar. |                                               |                                                       |                                               |                                               |                                               |                                               |
| |                                               |                                                       |                                               |                                               |                                               |                                               |
| 69 | 4-11                                          | Thanksgiving Acció de gràcies                         | Seith Mann                                    | Adam Armus i Kay Foster                       | 23 de novembre de 2009                        |                                               |
| S'organitzen tres sopars pel Dia d'acció de gràcies. Per una banda, l'Angela Petrelli visita els seus fills però ells s'hi enfronten per saber la veritat sobre en Nathan. En Noah Bennett organitza un sopar amb la Claire, la seva exdona i el seu nou xicot, i també una antiga companya de feina amb qui té intencions de sortir, la Lauren. En el circ, en Samuel veu la pel·lícula per saber més sobre el seu potencial, mentre la Lydia i en Hiro viatgen al passat per saber qui va matar realment en Joseph. |                                               |                                                       |                                               |                                               |                                               |                                               |
| |                                               |                                                       |                                               |                                               |                                               |                                               |
| 70 | 4-12                                          | The Fifth Stage La cinquena fase                      | Kevin Dowling                                 | Tim Kring                                     | 30 de novembre de 2009                        |                                               |
| La Claire convenç a la Gretchen perquè l'acompanyi allà on senyala la brúixola d'en Samuel. Després d'un llarg viatge arriben al circ, i la Claire vol conèixer com viuen les persones amb poders, i sobretot, com s'hi senten. Per altra banda, en Peter absorbeix el poder de l'haitià amb la intenció d'evitar que en Sylar pugui utilitzar els seus poders contra ell i ajudar a en Nathan a agafar el control del seu cos. |                                               |                                                       |                                               |                                               |                                               |                                               |
| |                                               |                                                       |                                               |                                               |                                               |                                               |
| 71 | 4-13                                          | Upon This Rock Sobre la roca                          | Ron Underwood                                 | Juan Carlos Coto                              | 4 de gener de 2010                            |                                               |
| La Claire passa el primer dia al circ però sospita de les intencions d'en Samuel i intenta aconseguir més informació de les seves intencions. Per la seva part, en Samuel se'n va a cercar a l'Emma perquè entengui el seu poder i l'ajudi a buscar una persona molts especial. En Hiro torna al Japó per trobar l'Ando però té problemes de comunicació a causa del tumor que té al cap. Finalment, en Peter s'acomiada del seu germà Nathan, que no va poder superar en Sylar per controlar el seu cos. |                                               |                                                       |                                               |                                               |                                               |                                               |
| |                                               |                                                       |                                               |                                               |                                               |                                               |
| 72 | 4-14                                          | Let It Bleed Deixeu-lo sagnar                         | Jeannot Szwarc                                | Jim Martin                                    | 4 de gener de 2010                            |                                               |
| En Peter no acaba d'assimilar la mort del seu germà i vol venjança contra en Syler. La Claire, novament decebuda amb el seu pare, intenta consolar-lo perquè segueixi endavant. En Sylar torna al circ per matar en Samuel però descobreix coses noves sobre els seus objectius de la vida. L'Edgar va a matar en Noah però li para els peus i aprofita que l'han fet fora del circ per associar-se amb ell i matar en Samuel. |                                               |                                                       |                                               |                                               |                                               |                                               |
| |                                               |                                                       |                                               |                                               |                                               |                                               |
| 73 | 4-15                                          | Close to You Prop teu                                 | Roxann Dawson                                 | Rob Fresco                                    | 11 de gener de 2010                           |                                               |
| En Hiro i l'Ando viatgen a Florida per rescatar en Mohinder d'un hospital psiquiàtric. En Noah demana ajuda a la Lauren i en Matt perquè l'ajudin a trobar en Samuel i el seu circ mitjançant un antic amor seu, la Vanessa. En Peter absorbeix el poder de la seva mare i somia un futur horrible a causa de l'Emma i el seu violoncel. |                                               |                                                       |                                               |                                               |                                               |                                               |
| |                                               |                                                       |                                               |                                               |                                               |                                               |
| 74 | 4-16                                          | Pass/Fail Aprovat/Suspens                             | Michael Nankin                                | Oliver Grigsby                                | 18 de gener de 2010                           |                                               |
| En Hiro es desmaia i és ingressat a un hospital perquè s'està morint. Mentrestant, pateix una al·lucinació en la qual és jutjat per haver canviat el passat per al seu propi profit. En Sylar s'enfronta a la Claire perquè l'ajudi a superar les seves pors. En Samuel corteja la seva estimada Vanessa fent realitat el seu somni perquè així es quedi amb ell per sempre més. |                                               |                                                       |                                               |                                               |                                               |                                               |
| |                                               |                                                       |                                               |                                               |                                               |                                               |
| 75 | 4-17                                          | The Art of Deception L'art de la mentida              | SJ Clarkson                                   | Mark Verheiden i Misha Green                  | 25 de gener de 2010                           |                                               |
| En Peter cerca la forma d'evitar que es produeixi la massacre que ha somiat. En Sylar visita en Matt perquè l'ajudi a eliminar tots els poders que té per tal d'humanitzar-se i no caure més en la temptació de matar. En Noah persegueix en Samuel per tal de matar-lo i la Claire intenta negociar amb en Samuel que s'entregui per evitar que mori algun dels innocents del circ. Com que ara ha perdut la confiança de la seva "família", en Samuel farà el possible per mantenir unit el circ sota les seves ordres i aconseguir que el seu somni es faci realitat. |                                               |                                                       |                                               |                                               |                                               |                                               |
| |                                               |                                                       |                                               |                                               |                                               |                                               |
| 76 | 4-18                                          | The Wall El mur                                       | Allan Arkush                                  | Adam Armus i Kay Foster                       | 1 de febrer de 2010                           |                                               |
| En Peter s'introdueix en la ment d'en Sylar per ajudar-lo a sortir del seu propi malson ja que necessita els seus poders per salvar el món. En Samuel torna a intentar convèncer a la Claire perquè s'uneixi a la seva família, però ara ho fa mostrant-li escenes del passat ocult del seu pare i el motiu pel qual va entrar a treballar a la Companyia. Mentrestant, en Samuel prepara l'"actuació final" que portarà la seva família al món real perquè siguin respectats per la resta de la humanitat. |                                               |                                                       |                                               |                                               |                                               |                                               |
| |                                               |                                                       |                                               |                                               |                                               |                                               |
| 77 | 4-19                                          | Brave New World Un món feliç                          | Adam Kane                                     | Tim Kring                                     | 8 de febrer de 2010                           |                                               |
| En Samuel ultima el seu gran pla i força l'Emma a tocar per atraure a tots els novaiorquesos al seu circ. Tanmateix, en Peter i en Sylar s'uneixen per aturar els plans d'en Samuel. La Claire i el seu pare estan atrapats dins una caravana a sota terra, mentre la Claire intenta trobar una sortida, en Noah confessa els seus errors i li demana perdó ja que està a punt de morir. En Hiro es recupera a l'hospital però li espera una grata sorpresa a l'habitació del costat. |                                               |                                                       |                                               |                                               |                                               |                                               |
| |                                               |                                                       |                                               |                                               |                                               |                                               |

## Episodis web
Paral·lelament a l'emissió de la sèrie per la televisió, la web oficial de la sèrie va llançar un conjunt d'episodis ("Webisodes") de curta durada. Concretament van ser cinc sèries amb un total de 22 episodis, on cada una estava dedicada a un personatge amb habilitats especials, alguns havien aparegut a la sèrie i d'altres eren nous. El primer episodi es va estrenar el 14 de juliol de 2008, entre la segona i la tercera temporada, i el darrer, el 29 de maig de 2009.

### Going Postal
Sèrie dedicada a Echo DeMille. Tots els episodis foren dirigits per Yule Caise i escrits pel mateix Caise i Jim Martin.
| |                 |                      |  |  |  |  |
| 1 | A Nifty Trick   | 14 de juliol de 2008 |  |  |  |  |
| Dos agents de la Companyia estan cercant un carter, Echo DeMille, que té l'habilitat de manipular el so.                                             |                 |                      |  |  |  |  |
| |                 |                      |  |  |  |  |
| 2 | The House Guest | 21 de juliol de 2008 |  |  |  |  |
| DeMille fuig cap a casa per protegir la seva xicota Gina de la Companyia, però l'agent "Constrictor" arriba a temps per fer-la presonera.            |                 |                      |  |  |  |  |
| |                 |                      |  |  |  |  |
| 3 | Let's Talk      | 28 de juliol de 2008 |  |  |  |  |
| DeMille mana a la Gina que fugi i que es tapi les orelles amb uns taps, ja que necessita utilitzar el seu poder per poder lluitar contra els agents. |                 |                      |  |  |  |  |
| |                 |                      |  |  |  |  |

### Heroes Destiny
Sèrie dedicada a Santiago. Tots els episodis foren dirigits per Eagle Egilsson i escrits per Adam Armus i Kay Foster.
| |              |                        |  |  |  |  |
| 1 | Let Us Pray  | 10 de novembre de 2008 |  |  |  |  |
| Santiago, un jove de Lima, descobreix el seu poder de probabilitat accelerada. Sense un objectiu clar en el seu futur, coneix una noia per la qual sent molta atracció.        |              |                        |  |  |  |  |
| |              |                        |  |  |  |  |
| 2 | Intervention | 17 de novembre de 2008 |  |  |  |  |
| Creient que la seva habilitat és divina, la utilitza per ajudar a la gent necessitada. Malauradament, la noia que coneix treballa per una organització secreta i és segrestat. |              |                        |  |  |  |  |
| |              |                        |  |  |  |  |
| 3 | Capture      | 24 de novembre de 2008 |  |  |  |  |
| Mitjançant mètodes poc ortodoxos, el convencen perquè treballi per ells fent d'assassí, de la mateixa forma que ho feia el seu pare fins que va morir.                         |              |                        |  |  |  |  |
| |              |                        |  |  |  |  |
| 4 | Escape       | 1 de desembre de 2008  |  |  |  |  |
| La noia que l'havia traït canvia de pensament i decideix ajudar-lo perquè escapin els dos junts.                                                                               |              |                        |  |  |  |  |
| |              |                        |  |  |  |  |

### The Recruit
Sèrie dedicada a Rachel Mills. Tots els episodis foren dirigits per Rob Hardy i escrits per Timm Keppler i Jim Martin.
| |                          |                        |  |  |  |  |
| 1 | Private Mills            | 15 de desembre de 2008 |  |  |  |  |
| Rachel Mills és un dels soldats reclutats per Pinehearst amb la intenció d'obtenir persones amb habilitats especials mitjançant un sèrum especial. Es produeix una explosió a la instal·lació on s'entrenen i ella és una de les supervivents. |                          |                        |  |  |  |  |
| |                          |                        |  |  |  |  |
| 2 | It Was Nothing           | 22 de desembre de 2008 |  |  |  |  |
| Angela Petrelli interroga a la soldat Mills per saber on ha amagat el sèrum. Ella recorda el que va passar amb els seus companys després de l'explosió.                                                                                        |                          |                        |  |  |  |  |
| |                          |                        |  |  |  |  |
| 3 | We Do What We Have To Do | 29 de desembre de 2008 |  |  |  |  |
| Continua l'interrogatori mentre ella recorda que els seus companys es van injectar una dosi amb resultats sorprenents. |                          |                        |  |  |  |  |
| |                          |                        |  |  |  |  |
| 4 | Day of Reckoning         | 5 de gener de 2009     |  |  |  |  |
| L'Angela li recorda el suïcidi de la seva mare per fer-la sentir culpable. També li diu que sap quina habilitat té i com la va utilitzar per escapar de l'explosió.                                                                            |                          |                        |  |  |  |  |
| |                          |                        |  |  |  |  |
| 5 | The Truth Within         | 12 de gener de 2009    |  |  |  |  |
| Finalment s'acaba l'interrogatori i la deixen marxar tot i que saben que encara té una dosi de sèrum amagada. |                          |                        |  |  |  |  |
| |                          |                        |  |  |  |  |
| 6 | The Whole Story          | 20 de gener de 2009    |  |  |  |  |
| Les cinc parts unides sobre la soldat Rachel Mills, que sobreviu a una explosió de Pinehearst gràcies a un poder. |                          |                        |  |  |  |  |
| |                          |                        |  |  |  |  |

### Hard Knox
Sèrie que explica l'origen dels poders de Knox. Tots els episodis van ser escrits per Rob Fresco i dirigits per Allan Arkush.
| |                  |                        |  |  |  |  |
| 1 | Choices          | 22 de desembre de 2008 |  |  |  |  |
| En Matt Parkman vol que en Knox deixi la mala vida i abandoni la banda de carrer a la qual pertany.                                                                  |                  |                        |  |  |  |  |
| |                  |                        |  |  |  |  |
| 2 | Get Straight     | 22 de desembre de 2008 |  |  |  |  |
| En Parkman torna a intentar convèncer en Knox però l'estan espiant.                                                                                                  |                  |                        |  |  |  |  |
| |                  |                        |  |  |  |  |
| 3 | Fear             | 29 de desembre de 2008 |  |  |  |  |
| El líder de la banda vol matar en Knox per parlar amb la policia però, alimentant-se de la por dels altres membres, sent que té poders especials per enfrontar-s'hi. |                  |                        |  |  |  |  |
| |                  |                        |  |  |  |  |
| 4 | The Main Man Now | 29 de desembre de 2008 |  |  |  |  |
| En Knox esdevé el nou líder de la banda després de matar l'anterior i ara té un nou objectiu a la vida.                                                              |                  |                        |  |  |  |  |
| |                  |                        |  |  |  |  |

### Nowhere Man
Sèrie dedicada al personatge d'Eric Doyle. Tots els episodis van ser escrits per Timm Keppler i dirigits per Chris Hanada i Tanner Kling.
| |                        |                    |  |  |  |  |
| 1 | Puppet Master          | 20 d'abril de 2009 |  |  |  |  |
| Gràcies a l'ajut de la Claire, l'Eric Doyle intenta refer la seva vida començant de zero amb una nova identitat i treballant en una empresa paperera. |                        |                    |  |  |  |  |
| |                        |                    |  |  |  |  |
| 2 | Statement of Character | 27 d'abril de 2009 |  |  |  |  |
| En Doyle necessita l'ajut del seu nou cap per no anar a la presó, però aquest ho aprofita pel seu propi benefici.                                     |                        |                    |  |  |  |  |
| |                        |                    |  |  |  |  |
| 3 | Pulling the Strings    | 4 de maig de 2009  |  |  |  |  |
| Tot i que intenta ser normal i fer les coses bé, torna a utilitzar el seu poder contra el seu cap perquè maltracta una companya del treball.          |                        |                    |  |  |  |  |
| |                        |                    |  |  |  |  |
| 4 | A New Beginning        | 11 de maig de 2009 |  |  |  |  |
| En Doyle intenta arreglar les coses sense fer mal a ningú.                                                                                            |                        |                    |  |  |  |  |
| |                        |                    |  |  |  |  |
| 5 | The Whole Story        | 29 de maig de 2009 |  |  |  |  |
| Les quatre parts unides sobre la nova vida d'Eric Doyle.                                                                                              |                        |                    |  |  |  |  |
| |                        |                    |  |  |  |  |

### Slow Burn
Sèrie dedicada al personatge de Lydia. Tots els episodis van ser dirigits per Chris Hanada i Tanner Kling.
| |                  |                 |                        |  |  |  |
| 1 | Step Right Up    | Jim Martin      | 28 de setembre de 2009 |  |  |  |
| L'Edgar pren un gran risc per aconseguir un telèfon mòbil perquè la Lydia pugui trucar a una persona que ella manté en secret.                            |                  |                 |                        |  |  |  |
| |                  |                 |                        |  |  |  |
| 2 | Little Ember     | Zach Craley     | 5 d'octubre de 2009    |  |  |  |
| La Lydia aconsegueix contactar amb la seva filla Amanda i ella li explica que també té un secret incontrolable.                                           |                  |                 |                        |  |  |  |
| |                  |                 |                        |  |  |  |
| 3 | Grifting         | Harrison Wilcox | 12 d'octubre de 2009   |  |  |  |
| La filla de la Lydia està en problemes i ella demana a l'Edgar que la vagi a cercar.                                                                      |                  |                 |                        |  |  |  |
| |                  |                 |                        |  |  |  |
| 4 | Assignments      | Foz McDermott   | 19 d'octubre de 2009   |  |  |  |
| En Samuel sap que la Lydia li està amagant quelcom i la interroga per descobrir què és.                                                                   |                  |                 |                        |  |  |  |
| |                  |                 |                        |  |  |  |
| 5 | Newcomers        | Jim Martin      | 26 d'octubre de 2009   |  |  |  |
| L'Amanda troba a la seva mare però ella està preocupada pel que li pot passar en el circ.                                                                 |                  |                 |                        |  |  |  |
| |                  |                 |                        |  |  |  |
| 6 | A Night Out      | Jim Martin      | 3 de novembre de 2009  |  |  |  |
| L'Amanda vol conèixer en Samuel i s'ofereix en Caleb per presentar-li, però l'Edgar vol impedir-ho per ajudar la Lydia.                                   |                  |                 |                        |  |  |  |
| |                  |                 |                        |  |  |  |
| 7 | The Final Task   | Zach Craley     | 9 de novembre de 2009  |  |  |  |
| En Samuel intenta persuadir a l'Amanda perquè en el circ se sentirà com a casa, menre la Lydia i l'Edgar planegen treure-la d'allà per la seva seguretat. |                  |                 |                        |  |  |  |
| |                  |                 |                        |  |  |  |
| 8 | End Game         | Foz McDermott   | 16 de novembre de 2009 |  |  |  |
| La Lydia i en Samuel discuteixen sobre si l'Amanda s'ha de quedar o marxar del circ.                                                                      |                  |                 |                        |  |  |  |
| |                  |                 |                        |  |  |  |
| 9 | Redeemed         | Oliver Grigsby  | 23 de novembre de 2009 |  |  |  |
| L'Edgar ha traït en Samuel i ell vol donar-li una lliçó a la Lydia mentre en Caleb s'ocupa que l'Amanda.                                                  |                  |                 |                        |  |  |  |
| |                  |                 |                        |  |  |  |
| 10 | Best Served Cold | Oliver Grigsby  | 30 de novembre de 2009 |  |  |  |
| Després del dramàtic succés, la Lydia vol que l'Amanda torni a casa però ella continua amb la intenció de quedar-se perquè no pot controlar el seu poder. |                  |                 |                        |  |  |  |
| |                  |                 |                        |  |  |  |